# Liste der Einträge im National Register of Historic Places im Clinton County (Iowa)

Lage des Clinton County in Iowa

Die Liste der Einträge im National Register of Historic Places im Clinton County in Iowa führt die Bauwerke und historischen Stätten im Clinton County auf, die in das National Register of Historic Places aufgenommen wurden.

## Legende
| NRHP | Historic Place             |
| HD   | Historic District          |
| NHL  | National Historic Landmark |

## Aktuelle Einträge
| [ 2 ] | Name                                                   | Bild                                                   | Eintragsdatum        | Lage                                                                                       | Ort                | Beschreibung                                                                                               |
| ----- | ------------------------------------------------------ | ------------------------------------------------------ | -------------------- | ------------------------------------------------------------------------------------------ | ------------------ | --- |
| 1     | Ames Creek Bridge                                      | Ames Creek Bridge                                      | 1998 ID-Nr. 98000802 | Brücke der 300th Street über den Ames Creek 41° 51′ 1″ N, 90° 30′ 36″ W                    | DeWitt             | 1912 errichtete Betonträgerbrücke                                                                          |
| 2     | Ankeny Building                                        | Ankeny Building                                        | 2006 ID-Nr. 06000105 | 201 5th Avenue, South 41° 50′ 34″ N, 90° 11′ 18″ W                                         | Clinton            | 1931 im Stil des Art déco errichtetes Geschäftshaus                                                        |
| 3     | Horace Anthony House                                   | Horace Anthony House                                   | 1991 ID-Nr. 91000533 | 1206 Anthony Place 41° 46′ 49″ N, 90° 15′ 33″ W                                            | Camanche           | 1852 im Italianate-Stil errichtetes Wohnhaus                                                               |
| 4     | Castle Terrace Historic District                       | Castle Terrace Historic District                       | 1998 ID-Nr. 97001607 | Entlang der Kreuzung des Terrace Drive mit der Caroline Avenue 41° 50′ 17″ N, 90° 13′ 2″ W | Clinton            | 14 im Stil des Tudor Revival errichtete Wohnhäuser                                                         |
| 5     | Cherry Bank                                            | Cherry Bank                                            | 1999 ID-Nr. 99001382 | 1458 Main Avenue 41° 52′ 28″ N, 90° 12′ 28″ W                                              | Clinton            | 1871 im Italianate-Stil errichtetes zweistöckiges Wohnhaus                                                 |
| 6     | Chicago, Milwaukee, St. Paul & Pacific Depot           | Chicago, Milwaukee, St. Paul & Pacific Depot           | 1997 ID-Nr. 97000308 | Main Street zwischen Railroad Street und Clinton Avenue 42° 0′ 5″ N, 90° 36′ 30″ W         | Delmar             | 1905 errichtete Bahnstation der damaligen Milwaukee Road                                                   |
| 7     | City Hotel                                             | City Hotel                                             | 2007 ID-Nr. 07001031 | 214 South Main Street 41° 49′ 51″ N, 90° 50′ 20″ W                                         | Wheatland          | 1893 im spätviktorianischen Stil errichtetes Hotel                                                         |
| 8     | Clinton County Courthouse                              | Clinton County Courthouse                              | 1981 ID-Nr. 81000230 | Zwischen 6th Avenue und 7th Avenue 41° 51′ 2″ N, 90° 11′ 17″ W                             | Clinton            | 1897 im neuromanischen Stil errichtetes Justiz- und Verwaltungsgebäude des Clinton County                  |
| 9     | Clinton High School and Public Library                 | Clinton High School and Public Library                 | 2012 ID-Nr. 12000792 | 600 South 4th Street 41° 50′ 24,2″ N, 90° 11′ 35,6″ W                                      | Clinton            | |
| 10    | Clinton Public Library                                 | Clinton Public Library                                 | 1983 ID-Nr. 83000349 | 306 8th Avenue, South 41° 50′ 17″ N, 90° 11′ 29″ W                                         | Clinton            | 1903–1904 im Beaux-Arts-Stil errichtete öffentliche Bibliothek                                             |
| 11    | George M. Curtis House                                 | George M. Curtis House                                 | 1979 ID-Nr. 79000892 | 420 South 5th Avenue 41° 50′ 28″ N, 90° 11′ 40″ W                                          | Clinton            | 1883 im spätviktorianischen Stil Wohnhaus                                                                  |
| 12    | Delmar Calaboose                                       | Delmar Calaboose                                       | 1981 ID-Nr. 81000231 | Vane Street 42° 0′ 2″ N, 90° 36′ 21″ W                                                     | Delmar             | 1878 errichtetes kleines Gefängnis                                                                         |
| 13    | Peter Dierks House                                     | Peter Dierks House                                     | 1998 ID-Nr. 98001543 | IA 136, 8 km nordwestlich von Clinton 41° 53′ 44″ N, 90° 16′ 12″ W                         | Hampshire Township | 1865 errichtetes Wohnhaus                                                                                  |
| 14    | Dugan’s Saloon                                         | Dugan’s Saloon                                         | 2001 ID-Nr. 01000908 | 516 Smith Street 41° 48′ 22″ N, 90° 38′ 56″ W                                              | Grand Mound        | 1905 im neuromanischen Stil als Saloon und Poststation errichtetes Gebäude                                 |
| 15    | Farmers and Merchants Savings Bank                     | Farmers and Merchants Savings Bank                     | 2001 ID-Nr. 01000909 | 601 Smith Street 41° 49′ 27″ N, 90° 38′ 50″ W                                              | Grand Mound        | 1923 errichtetes Bankgebäude                                                                               |
| 16    | First National Bank                                    | First National Bank                                    | 1985 ID-Nr. 85003007 | 226 5th Avenue, South 41° 50′ 28″ N, 90° 11′ 21″ W                                         | Clinton            | 1911–1912 im neoklassizistischen Stil errichtetes Bankgebäude                                              |
| 17    | Grand Mound Town Hall and Waterworks Historic District | Grand Mound Town Hall and Waterworks Historic District | 2001 ID-Nr. 01000910 | 613-615 Clinton Street 41° 49′ 26″ N, 90° 38′ 58″ W                                        | Grand Mound        | 1892 errichtetes Rathaus mit Feuerwache sowie 1915 errichteter Wasserturm                                  |
| 18    | Helvig-Olson Farm Historic District                    | Helvig-Olson Farm Historic District                    | 2000 ID-Nr. 00000924 | 2008 260th Street 41° 48′ 14″ N, 90° 42′ 5″ W                                              | Olive Township     | 1864 eingerichtete Farm                                                                                    |
| 19    | Howes Building                                         | Howes Building                                         | 2004 ID-Nr. 04001351 | 419-425 2nd Street, South 41° 50′ 30″ N, 90° 11′ 15″ W                                     | Clinton            | Im Jahr 1900 im neoklassizistischen Stil errichtetes Geschäftshaus                                         |
| 20    | George Johnson House                                   | George Johnson House                                   | 2000 ID-Nr. 00000923 | 2566 190th Avenue, südöstlich von Calamus 41° 48′ 18″ N, 90° 43′ 26″ W                     | Olive Township     | 1878 errichtetes Wohnhaus                                                                                  |
| 21    | Kvindherred Lutheran Church, School and Cemetery       | Kvindherred Lutheran Church, School and Cemetery       | 2000 ID-Nr. 00000922 | 2589 190th Avenue, südöstlich von Calamus 41° 48′ 26″ N, 90° 43′ 26″ W                     | Olive Township     | Komplex aus Kirche, Schule und Friedhof lutherischer norwegischer Einwanderer                              |
| 22    | Lafayette Lamb House                                   | Lafayette Lamb House                                   | 1979 ID-Nr. 79000893 | 317 7th Avenue, South 42° 1′ 6″ N, 90° 11′ 1″ W                                            | Clinton            | 1887 errichtetes Wohnhaus; heute vom YWCA genutzt                                                          |
| 23    | Moeszinger-Marquis Hardware Co.                        | Moeszinger-Marquis Hardware Co.                        | 2006 ID-Nr. 06000004 | 721 2nd Street, South 41° 50′ 26″ N, 90° 11′ 18″ W                                         | Clinton            | 1898 im neuromanischen Stil errichtetes Warenhaus; heute Restaurant                                        |
| 24    | Saint Boniface Church                                  | Saint Boniface Church                                  | 2012 ID-Nr. 97000386 | 2500 North Pershing Boulevard 41° 52′ 27,2″ N, 90° 10′ 50,2″ W                             | Clinton            | 1908 im neugotischen Stil errichtete Kirche                                                                |
| 25    | Saint Irenaeus Church                                  | Saint Irenaeus Church                                  | 2010 ID-Nr. 96001589 | 2811 North 2nd Street 41° 52′ 41″ N, 90° 10′ 40″ W                                         | Clinton            | 1871 im neugotischen Stil errichtete Kirche                                                                |
| 26    | Sharon Methodist Episcopal Church                      | Sharon Methodist Episcopal Church                      | 2003 ID-Nr. 03000745 | 1223 125th Street 41° 59′ 43″ N, 90° 51′ 18″ W                                             | Lost Nation        | 1874 im Italianate-Stil errichtete Kirche                                                                  |
| 27    | Van Allen Store                                        | Van Allen Store                                        | 1976 ID-Nr. 76000753 | 5th Avenue Ecke South 2nd Street 41° 50′ 29″ N, 90° 11′ 18″ W                              | Clinton            | 1913 nach einem Entwurf des Architekten Louis Sullivan errichtetes Kaufhaus; seit 2006 als NHL registriert |
| 28    | Wilson Buildings                                       | Wilson Buildings                                       | 2014 ID-Nr. 13001135 | 211–219 5th Avenue South 41° 50′ 27″ N, 90° 11′ 20,8″ W                                    | Clinton            | Komplex aus zwei am Anfang des 20. Jahrhunderts errichteten Geschäftsgebäuden                              |
| 29    | Wilson District No. 7 School                           | Wilson District No. 7 School                           | 2004 ID-Nr. 04001320 | 1507 270th Avenue 41° 57′ 32″ N, 90° 34′ 5″ W                                              | Delmar             | 1880 errichtete Einklassenschule                                                                           |

## Frühere Einträge
| [ 2 ] | Name                              | Bild                              | Eintragsdatum        | Lage                                                                                  | Ort     | Beschreibung |
| ----- | --------------------------------- | --------------------------------- | -------------------- | ------------------------------------------------------------------------------------- | ------- | ------------ |
| 1     | W. J. Young Company Machine Works | W. J. Young Company Machine Works | 1976 ID-Nr. 76000754 | nördlich der Kreuzung der 10th Avenue mit der 1st Street Adresse nicht veröffentlicht | Clinton |              |